# Corteconcepción
Corteconcepción er en by og kommune i det sydvestlige Spanien i provinsen Huelva. Den har et indbyggertal på 573 (2024) indbyggere.